# Love Symphony
Love Symphony – utwór muzyczny kwartetu smyczkowego Quartissimo i wokalistki Martiny Majerli. Piosenkę napisali Andrej Babić i Aleksandar Valenčić, a tekst po słoweńsku napisał Saša Lendero. Utwór reprezentował Słowenię w Konkursie Piosenki Eurowizji 2009.

## Historia utworu
Evrovizijska Melodija 2009 była 14. edycją słoweńskiego finału krajowego. Konkurs, zorganizowany przez stację RTV Slovenija, wyłonił słoweńskie zgłoszenie do Konkursu Piosenki Eurowizji 2009. Składał się z dwóch programów, które odbyły się 31 stycznia 2009 r. i 1 lutego 2009 r. Oba programy odbyły się w studiu RTV Slovenija Studio 1 w Lublanie, a ich gospodarzami byli Peter Poles i Maja Martina Merljak. Były one transmitowane na kanale TV SLO 1 oraz online za pośrednictwem strony internetowej nadawcy rtvslo.si.
Konkurs składał się z dwóch programów telewizyjnych: półfinału, który odbył się 31 stycznia 2009 r., oraz finału, który odbył się 1 lutego 2009 r. Czternaście piosenek rywalizowało w półfinale, a suma punktów od trzyosobowego jury ekspertów i publicznego głosowania telewidzów wyłoniła ośmiu finalistów, którzy przeszli do finału wraz z sześcioma dodatkowymi finalistami zakwalifikowanymi wcześniej. Czternaście piosenek rywalizowało w finale, gdzie suma punktów od trzyosobowego jury ekspertów i publicznego głosowania telewidzów wyłoniła zwycięzcę. Podczas obu programów każdy członek jury ekspertów przypisywał każdej piosence ocenę od 1 (najniższa) do 10 (najwyższa), a suma głosów jury tworzyła ranking ogólny, na podstawie którego punkty były przeliczane i przyznawane w następujący sposób: 1-8, 10 i 12. Głosy telewidzów również przypisywały punkty w następujący sposób: 1-8, 10 i 12, a wyniki były ustalane poprzez zsumowanie głosów.
Artyści i kompozytorzy mogli przesyłać swoje zgłoszenia do nadawcy w okresie od 11 października 2008 r. do 28 listopada 2008 r. W trakcie naboru nadawca otrzymał 113 zgłoszeń. 3 grudnia 2008 roku ogłoszono listę artystów biorących udział w konkursie. Wśród nich znaleźli się byli słoweńscy uczestnicy Eurowizji Karmen Stavec, który reprezentował Słowenię w 2003 roku, oraz Omar Naber.
Półfinał EMA 2009 odbył się 31 stycznia 2009 roku. Oprócz występów uczestników konkursu, gościnnie wystąpiły Darja Švajger, słoweńska uczestniczka Eurowizji z 1995 i 1999 roku, oraz Alenka Gotar, słoweńska uczestniczka Eurowizji z 2007 roku. Osiem zgłoszeń zostało wybranych do finału na podstawie punktów przyznanych przez trzyosobowe jury oraz głosów telewidzów.
Finał konkursu EMA 2009 odbył się 1 lutego 2009 roku. Osiem zgłoszeń, które zakwalifikowały się w półfinale, wraz z sześcioma zgłoszeniami zakwalifikowanymi wstępnie, rywalizowało w konkursie. Oprócz występów uczestników konkursu, gościnnie wystąpili: słoweńska uczestniczka Eurowizji z 2008 roku Rebeka Dremelj, zwycięzca Eurowizji z 2008 roku Dima Bilan, Natalija Verboten, Helena Blagne oraz czterech tenorów. Połączenie punktów od trzyosobowego jury i publicznego głosowania telewidzów wyłoniło zwycięzcę utworu „Love Symphony” w wykonaniu zespołu Quartissimo.

## Podczas Konkursu Piosenki Eurowizji 2009
Quartissimo i Martina wzięli udział w próbach technicznych 6 i 9 maja, a następnie w próbach generalnych 13 i 14 maja. Dyrektorem słoweńskiego występu był Miha Alujevič. Wokalistką wspierającą, która dołączyła do Quartissimo i Martiny na scenie, była Sandra Feketija.
Ostatecznie utwór niezakwalifikował się do finału, zajmując 16 miejsce w półfinale, otrzymując jedynie 14 punktów.